# Goseck
Goseck település Németországban, azon belül Szász-Anhalt tartományban. Lakosainak száma 998 fő (2023. december 31.). Goseck Naumburg és Schönburg községekkel határos.

## Népesség
A település népességének változása:
| Lakosok száma | 1020 | 1016 | 1020 | 1016 | 1016 | 998  |
|               | 2014 | 2017 | 2019 | 2021 | 2022 | 2023 |